# 周德威

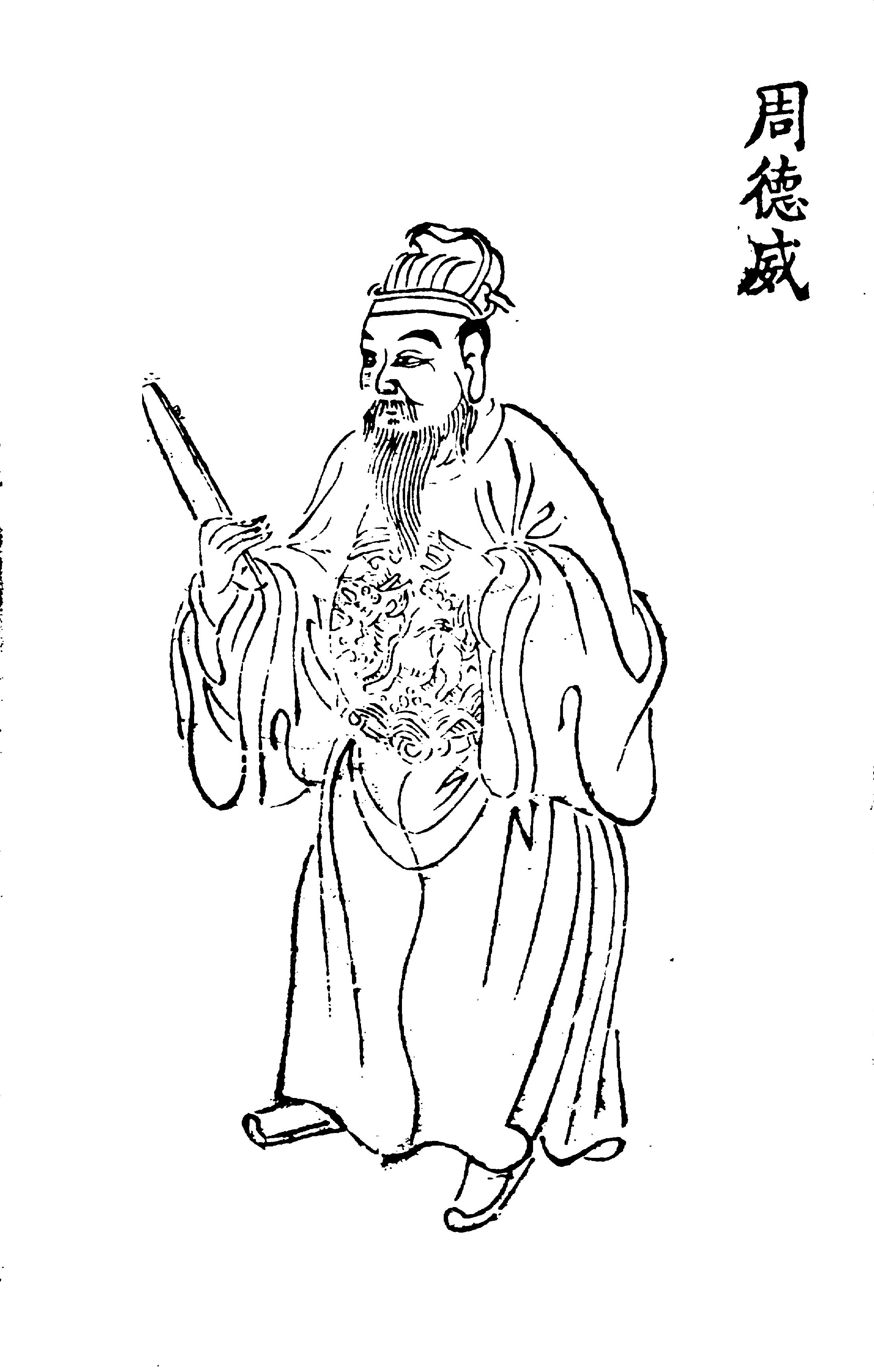
周德威

周德威（—918年），字鎮遠，小名陽五，朔州馬邑（今山西朔縣）人。

## 生平
驍勇而擅騎射，最初事李克用，為帳中騎督。久在雲中（今山西大同），膽略出眾，據稱見煙塵即能判斷兵力。乾宁中，随李克用攻王行瑜。899年，後梁軍圍太原時，朱溫聽說周德威之名，曾下令能生擒周陽五者，可拜為刺史。梁军勇将陳章，號「陳夜叉」，主动请缨，身披紅甲，騎白色駿馬，李克用勸德威要小心，德威笑曰：“陳章好大言耳，安知刺史非臣作邪？”結果陳章被周德威揮鐵檛擒獲。天祐三年（906年），与李嗣昭攻取潞州。天祐五年（908年），随李存勗解潞州之围，救出李嗣昭，以功授振武节度使、同中书门下平章事。
天祐十年（913年），進攻幽州（今北京），消灭“大燕”皇帝劉守光，授检校侍中、卢龙节度使。天祐十四年（917年），坚守幽州，契丹军強攻兩百餘日竟不能破。天祐十五年，周德威父子於胡柳陂（今河南濮阳西）之战中战死。追封燕王。

## 家庭

### 子
- 长子周光辅
- 周某，一同战死
- 周光贞，历任义、乾二州刺史，入为诸卫将军
- 周光逊，蔡州刺史
- 周光赞，青州行军司马，贬商州司马

## 延伸阅读
[在维基数据编辑]
 《舊五代史/卷56》，出自薛居正《舊五代史》
 《新五代史·卷25》，出自歐陽修《新五代史》
 在维基共享资源阅览影像